# Cal Roquetes i Cal Pau
Cal Roquetes i Cal Pau és un edifici del municipi de Toses (Ripollès) que forma part de l'Inventari del Patrimoni Arquitectònic de Catalunya.

## Descripció
És una agrupació de cases de les que la construcció de la primera data del 1668. Podríem trobar-nos davant d'una de les formes de repoblament que a finals del segle IX s'efectuen a la Marca Hispànica de la que la Vall de Ribes formava part, i que seria extensiva als altres veïnats.